# Мишин, Иван Витальевич
Мишин, Иван Витальевич (укр. Мішин, Іван Віталійович, 31 марта 1985 года, Одесса, Украинская ССР, в настоящее время Украина) — украинский раллийный штурман, мастер спорта Украины международного класса, вице-чемпион Украины по ралли, чемпион Европы по ралли в зачете ERC Production Cup, пилот раллийной команды The Boar ProRacing.

## Чемпионат Украины
Вся спортивная карьера Ивана Мишина неразрывно связана с карьерой его друга детства Виталия Пушкаря. Друзья вместе начинали ездить на гонки в качестве болельщиков, и точно так же вместе дебютировали в профессиональном ралли в качестве экипажа, где Виталий взял на себя роль пилота, а Иван — штурмана. Первым автомобилем одесситов стала полноприводная двухлитровая Subaru Impreza, на которой до этого выступал одесский спортсмен Игорь Чаповский.
Когда у Игоря (Чаповского) появилась новая машина, старая осталась стоять в гараже. И мы все вместе убедили папу Виталика разрешить ему один раз на ней проехать. Только один раз, просто попробовать. Это было на ралли «Аккерман», первом этапе чемпионата Украины 2009 года. Папа приехал на гонку, болел за нас. Мы благополучно финишировали, и тогда нам разрешили проехать ещё одну гонку. Потом ещё, и ещё… И так мы проехали весь сезон без единой аварии.
Иван Мишин: «Это только начало»
В течение сезона 2009 года экипаж Пушкаря и Мишина 11 раз вышел на старт раллийных соревнований — и лишь однажды, на ралли «Буковина», не добрался до финиша из-за технической неисправности. Подобная стабильность помогла друзьям в первый же год выступлений стать победителями чемпионата Украины в классе У12.

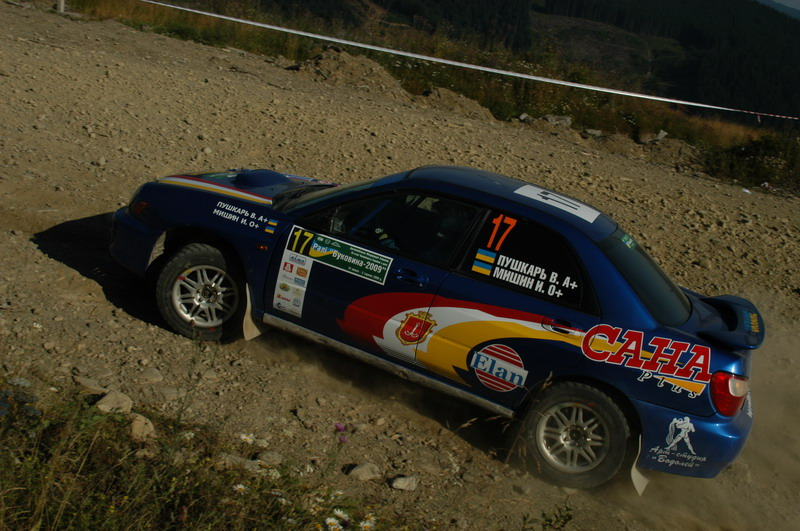
Экипаж Виталия Пушкаря и Ивана Мишина на ралли «Буковина», Черновцы, 2009 год

Решив продолжать занятия автоспортом на более высоком уровне, экипаж меняет технику — на смену устаревшей Subaru Impreza приходит более современный Mitsubishi Lancer Evo IX, который позволяет начать борьбу за победы в национальных украинских соревнованиях. Результаты не заставляют себя ждать: по итогу сезона-2010 Пушкарь и Мишин попадают в топ-десятку быстрейших экипажей Украины. Ещё через год одесситы поднимаются на ступень выше, в первую пятерку чемпионата, а также выигрывают свой первый международный трофей — Кубок Дружбы, который проводится совместно автомобильными федерациями Украины, России и Беларуси.
Наиболее успешным на домашней арене для одесситов становится сезон 2013 года, в ходе которого Пушкарь и Мишин в составе команды Odessa Rally Team ведут борьбу за чемпионский титул в абсолютном зачете чемпионата Украины. Победа в ралли «Чумацкий Шлях» и третье место в ралли «Мариуполь» делают экипаж одним из фаворитов чемпионата, однако досадный сход на ралли «Галиция» ослабляет его позиции. Судьба чемпионства решается на ивано-франковском ралли «Трембита», которое Виталий и Иван выигрывают — однако для завоевания титула этого оказывается недостаточно. Чемпионом Украины в классе 3 становится второй экипаж команды, Юрий Кочмар и Сергей Коваль, тогда как Пушкарь и Мишин получают звания вице-чемпионов страны.

## Интерконтинентальное Раллийное Первенство IRC
Начиная с 2010 года Пушкарь и Мишин все чаще принимают участие в международных соревнованиях. И если поначалу речь идет только об отдельных выездах на гонки чемпионатов Латвии и Эстонии, то в 2012 году, в сотрудничестве с литовской командой ProRacing, спортсмены стартуют в Интерконтинентальном Раллийном Первенстве IRC — втором по уровню турнире после чемпионата мира WRC.
Постепенно осваивая новую, десятую эволюцию Mitsubishi Lancer, одесситы выигрывают свою первую крупную международную гонку — румынское Rally Sibiu и заканчивают сезон на 6-й позиции в «серийном» зачете IRC Production. Этот успех останется высшим достижением украинцев в данной серии, поскольку в конце 2012 года по инициативе компании Eurosport Events происходит слияние IRC и раллийного чемпионата Европы ERC.

## Чемпионат Европы ERC
Чемпионат Европы 2013 года начинается для экипажа Пушкаря и Мишина с уверенного пятого места в латвийском ралли «Лиепая», однако развить успех не удается. Досрочные сходы на ралли Азорских островов, в Бельгии и Румынии вынуждают одесситов отложить штурм европейского первенства на год и сосредоточиться на чемпионате Украины.

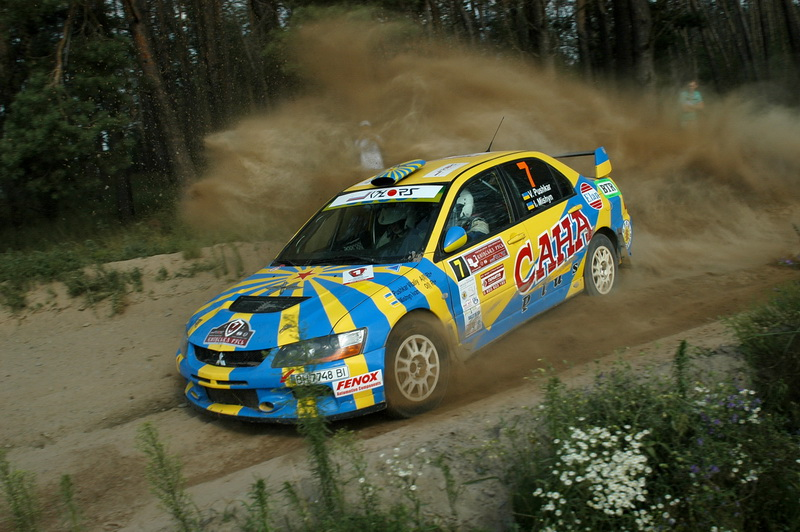
Экипаж Виталия Пушкаря и Ивана Мишина на ралли «Киевская Русь», Киев, 2011 год

В отличие от предыдущего, сезон-2014 Виталий и Иван начинают с досрочного схода на австрийском «Яннер Ралли», однако за ним следует череда успехов: второе место на уже хорошо знакомом ралли «Лиепая» и победа в греческом ралли «Акрополис». Во второй половине сезона становится понятно, что именно украинцы, наряду с чешским экипажем Мартина Худеца и Петра Пички, являются основными претендентами на чемпионство. Все решается на двух последних этапах серии в Швейцарии и на Корсике, где одесситы уверенно переигрывают своих оппонентов. В итоге, набрав 167 очков, Виталий Пушкарь и Иван Мишин становятся первыми украинскими спортсменами (и первыми гонщиками из стран бывшего СССР), которым удается стать чемпионами Европы по ралли в зачете ERC Production Cup.

## Выступления с другими пилотами
Из 79 гонок, проведенных за карьеру, Иван Мишин лишь трижды выходил на старт не с Виталием Пушкарем. Дважды его пилотом был ещё один одесский гонщик, Дмитрий Роткевич, в паре с которым было выиграно белорусское ралли «Браслав». Кроме того, однажды Иван стартовал в качестве штурмана многократного чемпиона Украины по ралли Александра Салюка-младшего, вместе с которым они приняли участие в этапе IRC, ралли Корсики 2012 года. Данная гонка закончилась для экипажа сходом на пятом спецучастке из-за проблем с техникой.

## Результаты в международных сериях

### IRC
| Год  | Участник          | Автомобиль               | 1   | 2   | 3   | 4      | 5      | 6      | 7   | 8     | 9   | 10     | 11  | 12     | 13     | Поз. | Очки |
| ---- | ----------------- | ------------------------ | --- | --- | --- | ------ | ------ | ------ | --- | ----- | --- | ------ | --- | ------ | ------ | ---- | ---- |
| 2012 | Odessa Rally Team | Mitsubishi Lancer Evo IX | POR | ESP | IRL | FRA Сх | ITA 23 | BEL 31 | SMR | ROU 4 | CZE | UKR Сх | BGR | ITA 25 | CYP 20 | 33-й | 12   |

### ERC
| Год  | Участник           | Автомобиль              | 1      | 2      | 3   | 4      | 5   | 6      | 7      | 8      | 9      | 10    | 11     | 12     | Поз. | Очки |
| ---- | ------------------ | ----------------------- | ------ | ------ | --- | ------ | --- | ------ | ------ | ------ | ------ | ----- | ------ | ------ | ---- | ---- |
| 2013 | The Boar ProRacing | Mitsubishi Lancer Evo X | AUT    | LAT 12 | ESP | POR Сх | FRA | BEL Сх | ROU Сх | CZE    | POL    | CRO   | ITA    | ITA    | 81-й | 1    |
| 2014 | The Boar ProRacing | Mitsubishi Lancer Evo X | AUT Сх | LAT 8  | ROU | GRC 13 | IRL | POR Сх | BEL 16 | EST 13 | CZE Сх | CYP 9 | ITA 16 | FRA 17 | 37-й | 14   |

### ERC Production Cup
| Год  | Участник           | Автомобиль              | 1      | 2     | 3   | 4      | 5   | 6      | 7      | 8     | 9      | 10    | 11    | 12    | Поз. | Очки |
| ---- | ------------------ | ----------------------- | ------ | ----- | --- | ------ | --- | ------ | ------ | ----- | ------ | ----- | ----- | ----- | ---- | ---- |
| 2013 | The Boar ProRacing | Mitsubishi Lancer Evo X | AUT    | LAT 5 | ESP | POR Сх | FRA | BEL Сх | ROU Сх | CZE   | POL    | CRO   | ITA   | ITA   | 24-й | 25   |
| 2014 | The Boar ProRacing | Mitsubishi Lancer Evo X | AUT Сх | LAT 2 | ROU | GRC 1  | IRL | POR Сх | BEL 6  | EST 5 | CZE Сх | CYP 4 | ITA 3 | FRA 2 | 1-й  | 167  |

## Статистика и рекорды
За период с 2009 по 2014 годы Иван Мишин 79 раз выходил на старт раллийных соревнований различного уровня, что позволяет ему занимать 17-ю строчку в символическом «Клубе 50», состоящем из украинских спортсменов, имеющих на счету более 50 стартов в ралли.
На данный момент, имея за плечами 76 совместных стартов, экипаж Пушкарь/Мишин занимает второе место среди украинских тандемов по числу проведенных вместе гонок, уступая лишь дуэту Валерия Горбаня и Евгения Леонова, на счету которых — 88 совместных стартов.